# Portugiesisch-sowjetische Beziehungen
Die portugiesisch-sowjetischen Beziehungen beschreiben das zwischenstaatliche Verhältnis zwischen Portugal und der Sowjetunion. Von 1974 bis zum Ende der UdSSR 1991 unterhielten die Länder direkte diplomatische Beziehungen.
Das Verhältnis zwischen dem seit 1926 zunehmend antikommunistischen Portugal und der 1922 gegründeten Sowjetunion war meist angespannt. Erst mit der Nelkenrevolution in Portugal 1974 und dem folgenden Ende der rechten Estado Novo-Diktatur erhielten die Beziehungen eine neue, freundschaftliche Basis.

## Geschichte

### Bis 1974

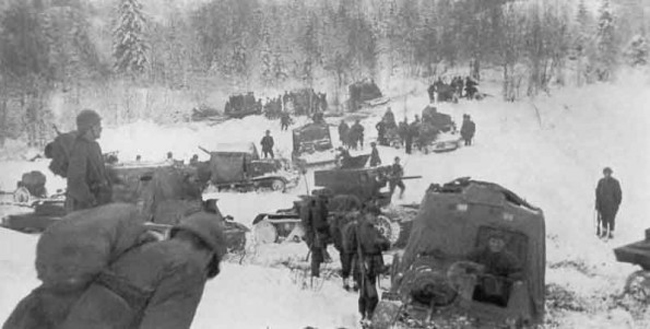
Russische Einheiten auf dem Vormarsch in Finnland: im Winterkrieg 1939/40 stellte sich Portugal gegen die Sowjetunion auf die Seite Finnlands

Die seit 1779 bestehenden, traditionell freundschaftlichen portugiesisch-russischen Beziehungen erfuhren mit der russischen Oktoberrevolution 1917 eine Kehrtwende und brachen 1918 schließlich ganz ab, noch vor der Gründung der Sowjetunion 1922.
Nach der endgültigen Etablierung der semi-faschistischen Salazar-Diktatur in Portugal 1932 verschlechterten sich die Beziehungen weiter. Die tiefgreifenden ideologischen Differenzen veranlassten Salazar, den Ausschluss der Sowjetunion aus dem Völkerbund 1939 maßgeblich mit anzutreiben, und im finnisch-russischen Winterkrieg 1939/40 stellte sich Portugal offen auf die Seite Finnlands, wenn auch nicht militärisch.
Während des Zweiten Weltkrieges wurde Nazi-Deutschland vom portugiesischen Salazar-Regime mit Wolfram für die Waffenproduktion beliefert, auch für schweres Gerät an der Ostfront. Zudem waren 1941 etwa 150 portugiesische Freiwillige innerhalb der spanischen Blauen Division auf der Seite Nazi-Deutschlands in den Krieg gezogen, vor allem Ehemalige der Legion Viriato. Sie kämpften ganz überwiegend an der Ostfront gegen die Sowjetunion, entsprechend ihrer antikommunistischen Ideologie.
Nach dem Ende des Zweiten Weltkriegs 1945 verbesserten sich die Beziehungen kaum. Der geistige Austausch auf nicht-staatlicher Ebene blieb dagegen dank privater Initiativen erhalten.
Auf staatlicher Ebene nahmen die Spannungen mit der sowjetischen Unterstützung der Unabhängigkeitsbewegungen in den Portugiesischen Kolonien stetig zu, insbesondere im Portugiesischen Kolonialkrieg in Angola, aber auch in Mosambik und Guinea-Bissau. Bereits seit 1951 war die Sowjetunion der unnachgiebigste Gegner der umstrittenen portugiesischen Überseepolitik in den Versammlungen der UNO, wo Portugal nun zunehmend isoliert war.
Wichtigster Akteur im Widerstand gegen die Salazar-Diktatur war die Kommunistische Partei Portugals (PCP). Ihr Vorsitzender Álvaro Cunhal war nach seiner spektakulären Flucht aus dem politischen Gefängnis von Peniche 1960 ins Exil nach Moskau gegangen und hielt die Partei seither ideologisch auf Linie der UdSSR.
In den 1960er und 1970er Jahren kamen einige Dutzend portugiesische Kinder nach Iwanowo ins Interdom, ein Heim der Internationalen Roten Hilfe für Kinder aus Kriegs- und Bürgerkriegsgebieten. Ihre Eltern hatten sie dorthin geschickt, in der Regel inhaftierte oder überwachte kommunistische Oppositionelle des Regimes in Portugal.

### Seit 1974
Mit der portugiesischen Nelkenrevolution am 25. April 1974 und dem Ende der portugiesischen Diktatur veränderten sich die Beziehungen beider Staaten dann grundlegend. Am 9. Juni 1974 nahmen Portugal und die Sowjetunion diplomatische Beziehungen auf, Mário Viçoso Neves trat am 24. Juni 1974 seinen Posten als erster portugiesischer Botschafter in Moskau an.

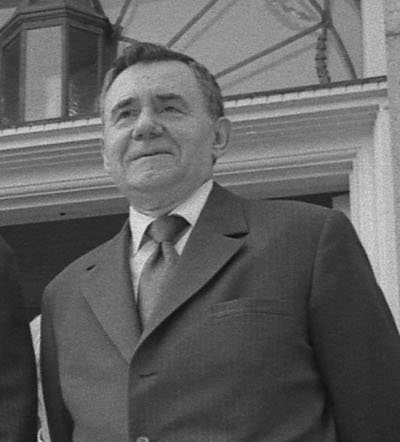
Der sowjetische Außenminister Gromyko (1975)

Im Januar 1975 besuchte Portugals Außenminister Mário Soares Moskau, wo er mit seinem Amtskollegen Gromyko zusammentraf. Soares zeigte Gromyko den Einfluss der Katholischen Kirche und der portugiesischen Kapitalisten als Hemmnis für eine schnellere Revolution in Portugal auf, die seine Regierung des inneren Friedens willen nicht ignorieren könne. Gromyko äußerte Verständnis für die besondere gesellschaftliche Situation in Portugal und versicherte, seine Regierung werde sich daher auch weiterhin heraushalten aus dem revolutionären Prozess in Portugal.
Im Oktober 1975 kam dann Staatspräsident Costa Gomes zum Staatsbesuch in die UdSSR. Er traf dabei in einem längeren vertraulichen Einzelgespräch mit Parteichef Breschnew zusammen. In seinen später veröffentlichten Memoiren gab Costa Gomes Teile des Gesprächsinhalts preis. So habe er Breschnew nach möglichen Plänen der UdSSR zur Einflussnahme in Portugal gefragt, worauf ihm dieser versicherte, man sei sich bewusst, dass Portugal ein katholisch geprägtes Land sei und eine Gesellschaftsform nach dem Muster der Sowjetunion, mit stark zurückgedrängter Religion, nicht akzeptiert würde. Tatsächlich wirkte die UdSSR mäßigend auf die PCP ein, die eine Zeit lang nach dem Vorbild Lenins von der „bürgerlich-demokratischen Revolution“ zur „Sozialistischen Revolution“ übergehen wollte und damit möglicherweise doch noch Blutvergießen in der portugiesischen Revolution verursacht hätte.
Insgesamt hielt sich die Sowjetunion aus der Revolution in Portugal heraus, um die geopolitische Balance nicht zu gefährden. Man hielt sich an die Vereinbarungen von Jalta, nach der Portugal zur westlichen Sphäre gehörte. In seinen Erinnerungen schreibt Anatoli Tschernjajew, damals Mitglied der internationalen Abteilung des Zentralkomitees der KPdSU, die UdSSR habe in Portugal schlicht genauso eine westliche Sozialdemokratie statt eines sozialistischen Umsturzes akzeptiert, wie der Westen den Verbleib der Tschechoslowakei im Warschauer Pakt trotz des Prager Frühlings 1968 akzeptiert hatte, „Die Tschechoslowakei gehört uns, Portugal euch.“ [den Nordamerikanern]
Eine weitere Annäherung beider Länder verlor weiter an Dynamik, als sich Ende 1975 die bürgerlichen Kräfte in der portugiesischen Revolution durchsetzten und das NATO-Gründungsmitglied Portugal sich danach wieder eindeutig westlich orientierte.
Die diplomatischen und insbesondere die kulturellen Beziehungen blieben zwar weiterhin bestehen, durch die Bemühungen vor allem der PCP, die in Ausstellungen und Kulturveranstaltungen die UdSSR und ihre Leistungen in ihrem Sinne präsentierte. Der PCP-Vorsitzende Cunhal war dabei mit seiner Popularität und Medienpräsenz in Portugal ein bedeutender Botschafter der Sowjetunion in Portugal. Auf staatlicher Ebene nahm die Distanz jedoch langsam wieder zu.
Erst nach dem Ende der Sowjetunion 1991 intensivierten sich die offiziellen Beziehungen beider Länder wieder etwas, insbesondere durch die einsetzende marktwirtschaftliche Öffnung der UdSSR-Nachfolgerin GUS.

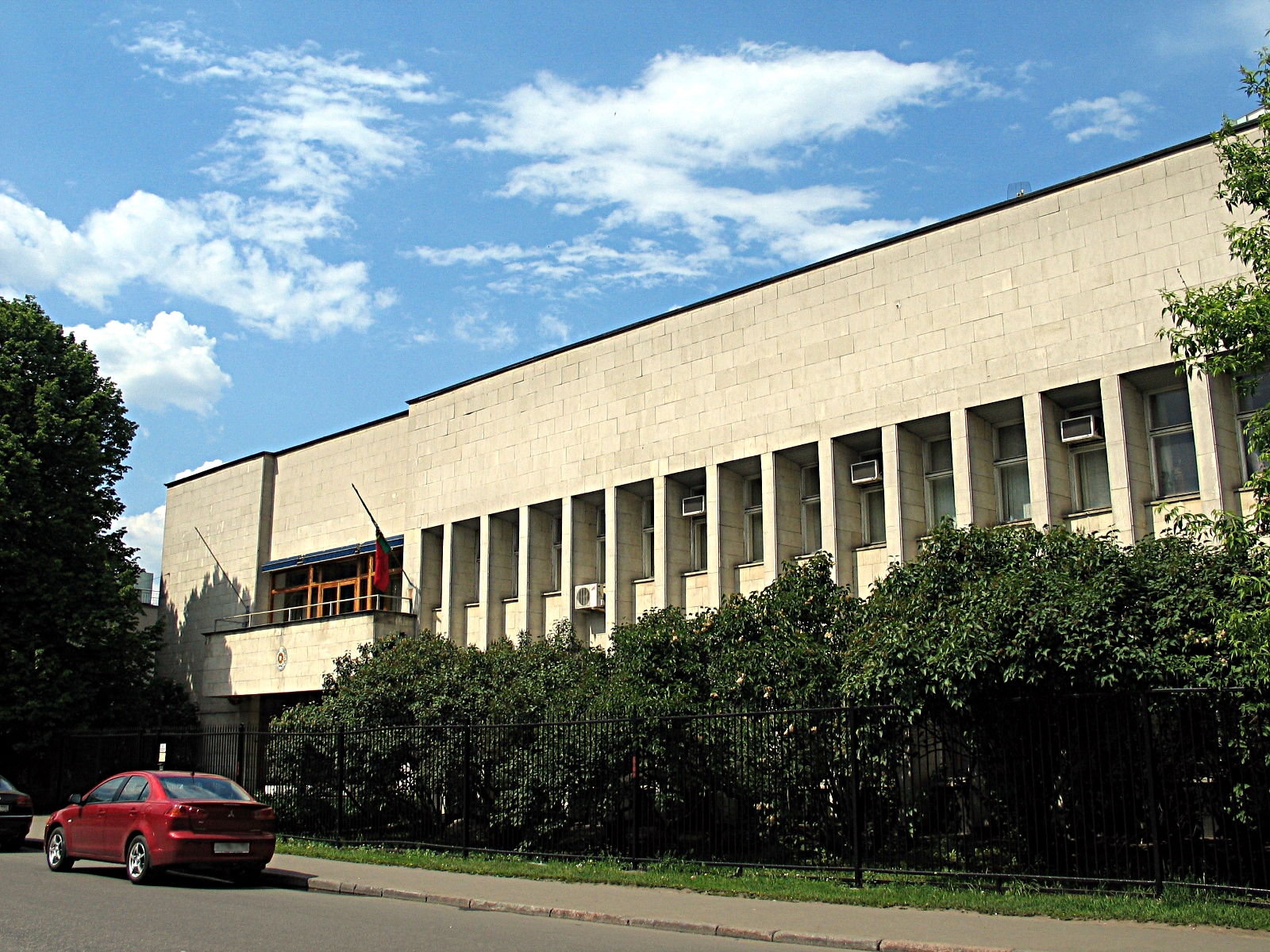
Die Botschaft Portugals in der Grokholsky-Straße in Moskau

## Diplomatie
Portugal unterhielt ab 1974 eine Botschaft in der Moskauer Grokholsky-Straße nahe der Allee des Friedens.
Die russische Vertretung in Portugal residiert bis heute in der Rua Visconde de Santarém Nummer 59 in der Lissabonner Stadtgemeinde São Jorge de Arroios nahe dem Instituto Superior Técnico.

## Kultur

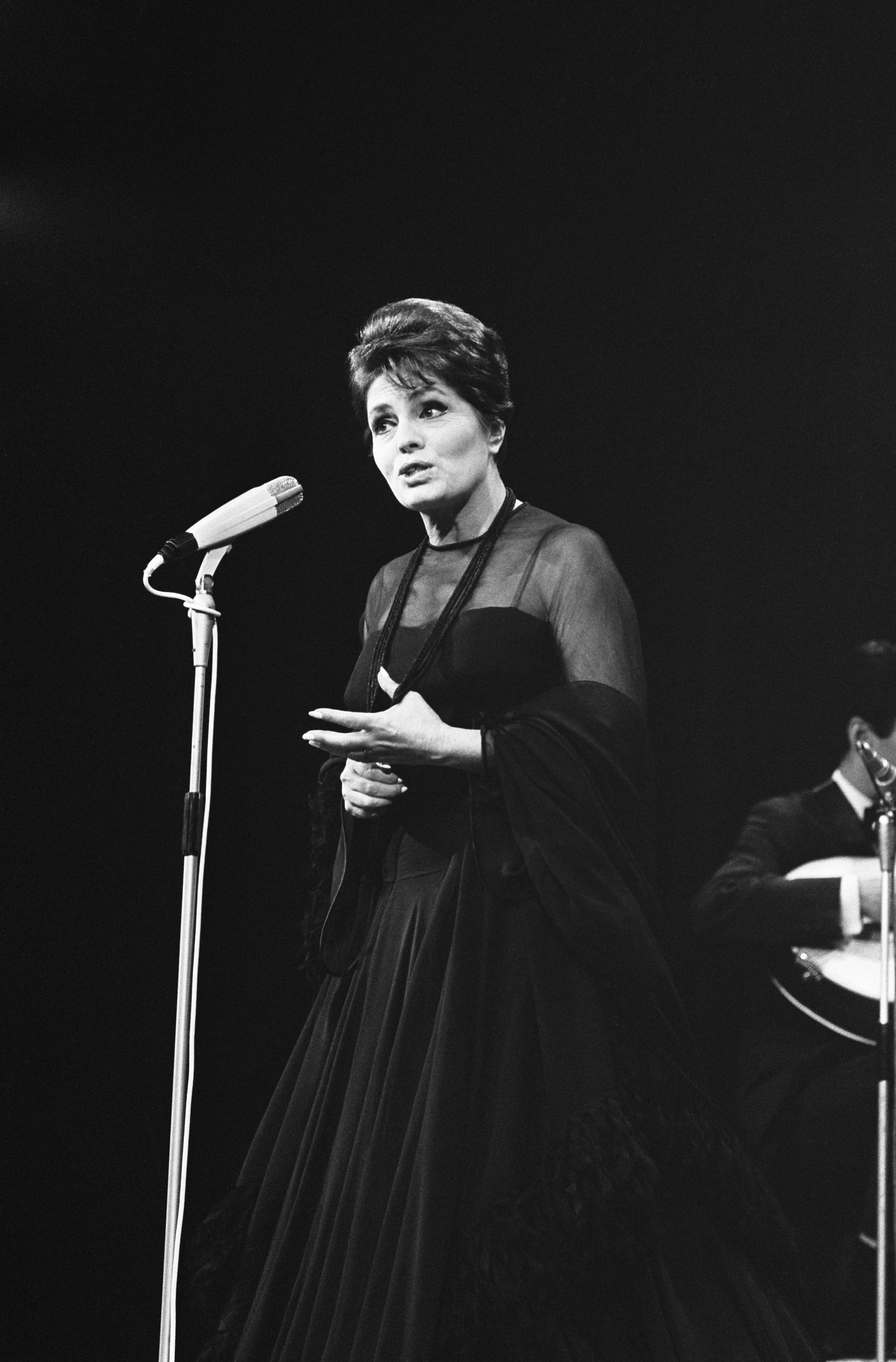
Amália Rodrigues 1969

Trotz der angespannten Beziehungen während des Estado Novo-Regimes blieb das gegenseitige kulturelle Interesse zu jedem Zeitpunkt lebendig, etwa in der Literatur beider Länder. Kulturinteressierten Persönlichkeiten wie der Marquesa Olga de Cadaval gelang es zudem, dem zutiefst katholisch und antikommunistisch ausgerichteten Salazar-Regime weitere Zugeständnisse in Bereichen wie Kultur und Sport abzuringen. So traten russische Künstler wie David Oistrakh, Oleg Kogan oder Vladimir Krainev in Portugal auf, und portugiesische Künstler gaben in den Sowjetrepubliken Gastspiele, etwa Carlos do Carmo oder auch Amália Rodrigues, die 1969 eine ausgedehnte Tournee durch die Sowjetunion führte, wo sie begeistert aufgenommen wurde und danach auch Tonträger dort veröffentlichte.
Auf dem jährlich stattfindenden Festival Festa do Avante!, das bis heute als größte kulturelle Veranstaltung Portugals gilt, wurden in Ausstellungen häufig die Leistungen der UdSSR und dem von ihr geführten Ostblock demonstriert, und sowjetische Künstler waren immer wieder Gäste im Kulturprogramm der Festa in den 1970er und 1980er Jahren.
Der portugiesische Dokumentarfilm „Os Filhos de Ivanovo“ aus dem Jahr 2003 porträtiert eine andere Episode portugiesisch-sowjetischer Freundschaft. In den 1960er bis 1970er Jahren lebten portugiesische Kinder im internationalen Schulheim von Iwanowo, dem Interdom. Sie waren von ihren Eltern dorthin geschickt worden, welche sich als inhaftierte oder überwachte Oppositionelle des Regimes in Portugal nicht frei bewegen konnten. Die portugiesischen Kinder lernten und lebten dort mit Kindern aus vielen anderen Teilen der Welt. Im Film schildern sie ihre Kindheit im Interdom als bereichernd und erfüllt und berichten von einer bis heute empfundenen Verbundenheit aller Interdom-Schüler.

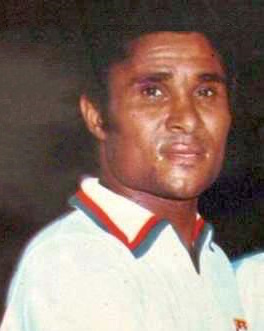
Stürmerstar Eusébio trug mit einem Tor zum 2:1-Sieg im Spiel um den 3. Platz bei der WM'66 bei

## Sport
Die Portugiesische Nationalelf traf dreimal auf die Nationalmannschaft der UdSSR, mit zwei sowjetischen und einem portugiesischen Sieg. Erstmals trafen sie im Spiel um Platz 3 bei der WM 1966 in England aufeinander. Das portugiesische Team um Weltfußballer Eusébio siegte mit 2:1 und errang damit die bis heute beste Platzierung Portugals bei einer WM (Stand 2017).